# Rynkig fingersvamp
Rynkig fingersvamp (Clavulina rugosa) är en svampart som först beskrevs av Pierre Bulliard (v. 1742–1793), och fick sitt nu gällande namn av Joseph Schröter 1888. Rynkig fingersvamp ingår i släktet Clavulina och familjen Clavulinaceae.  Arten är reproducerande i Sverige. Inga underarter finns listade i Catalogue of Life.

## Källor

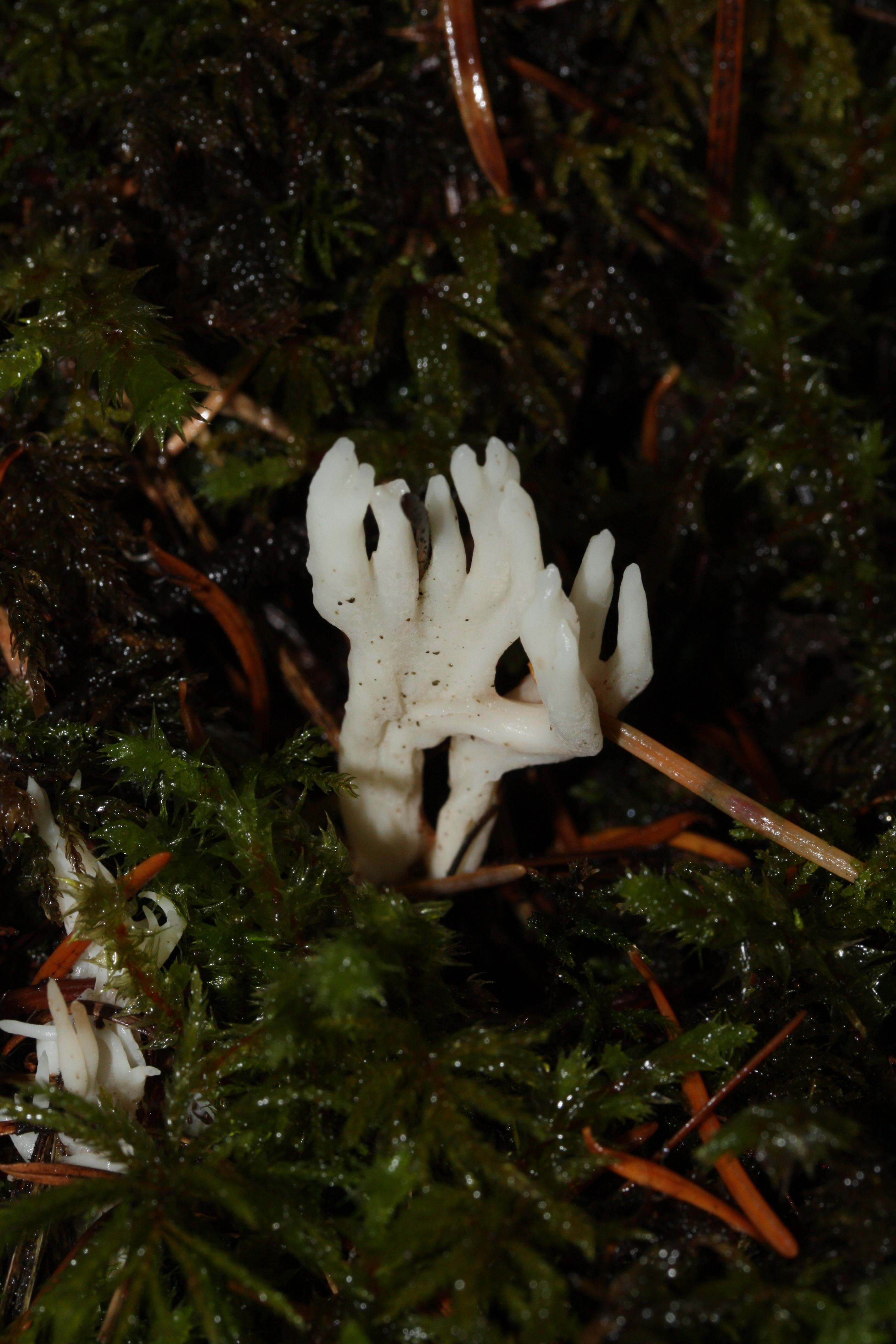
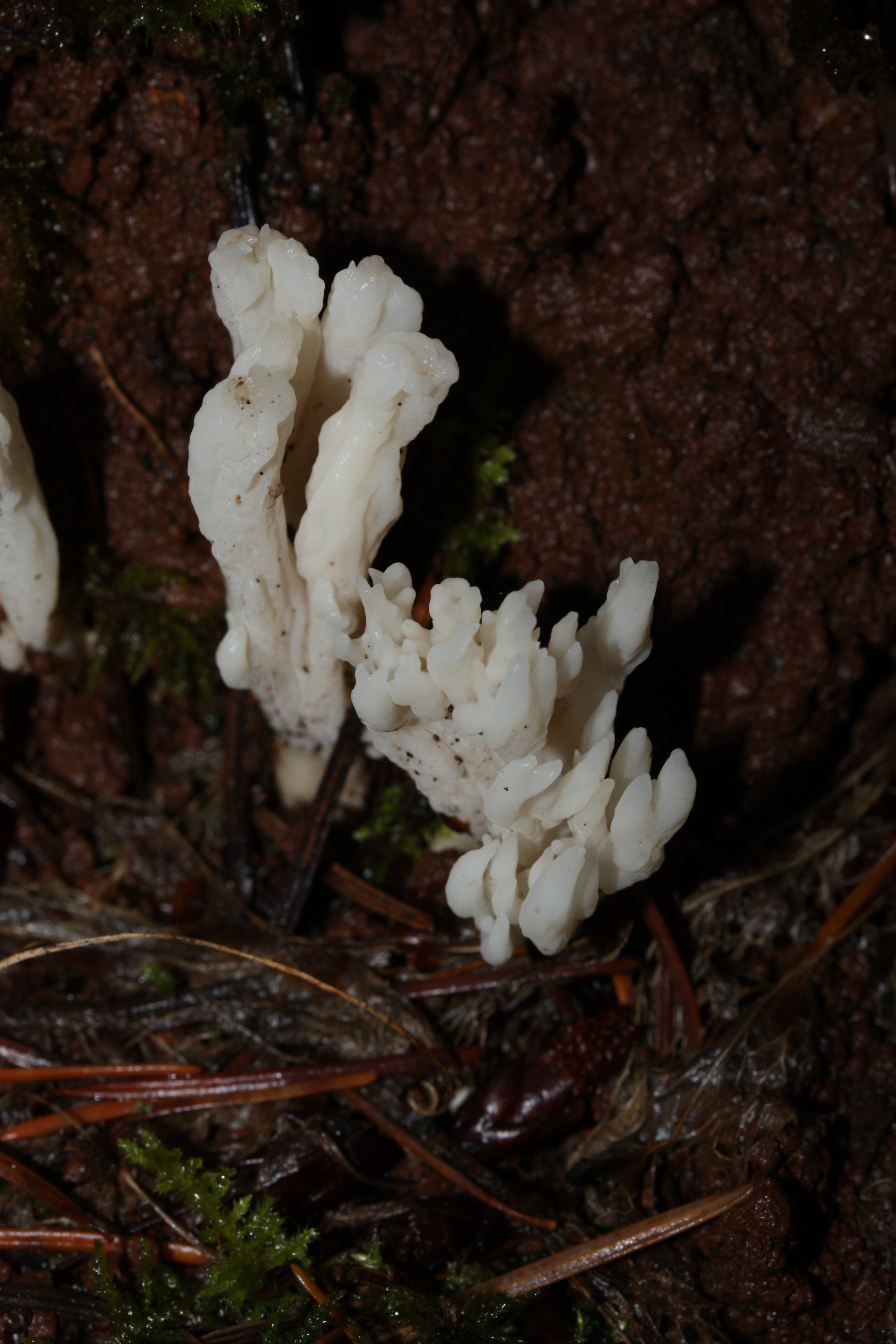
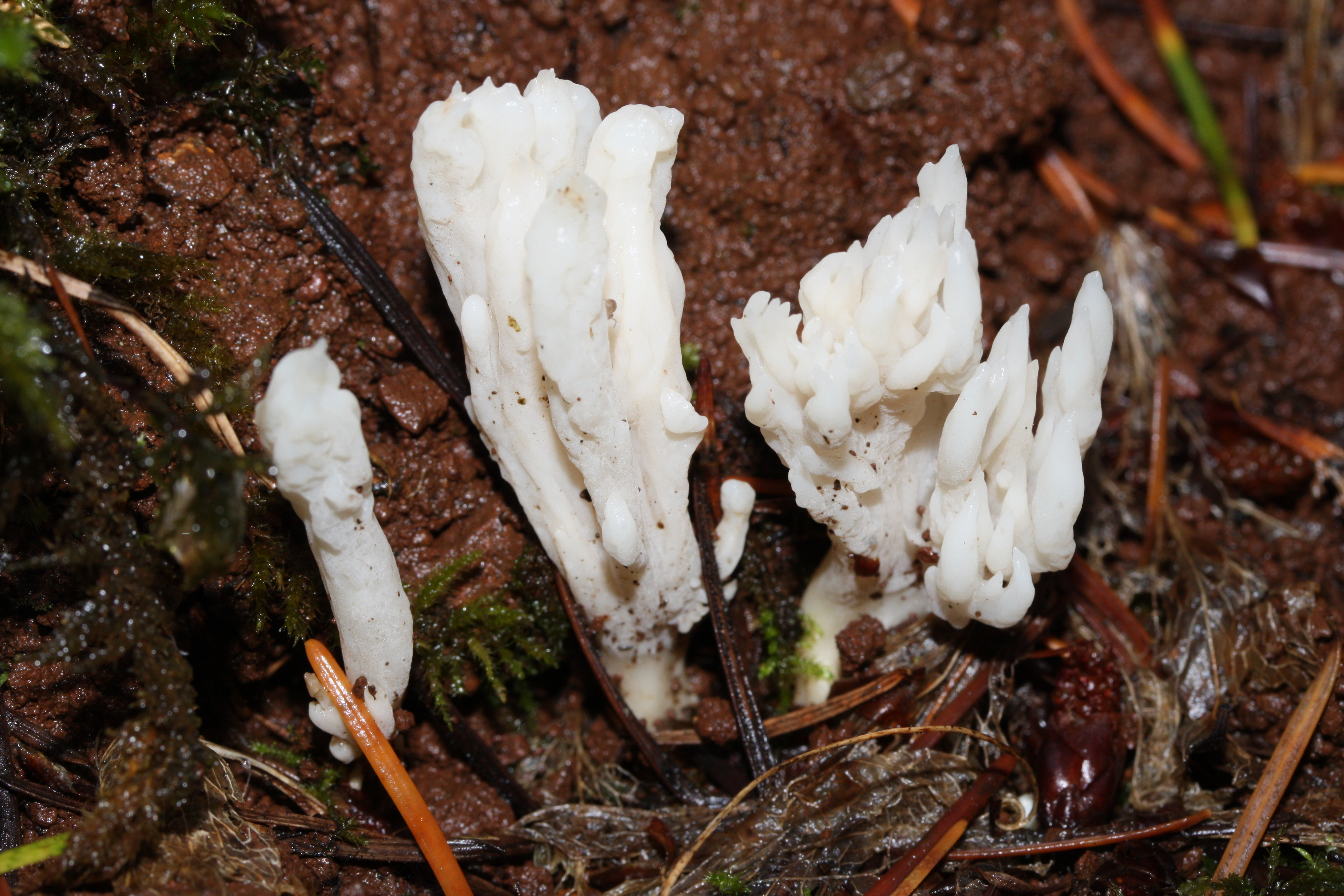
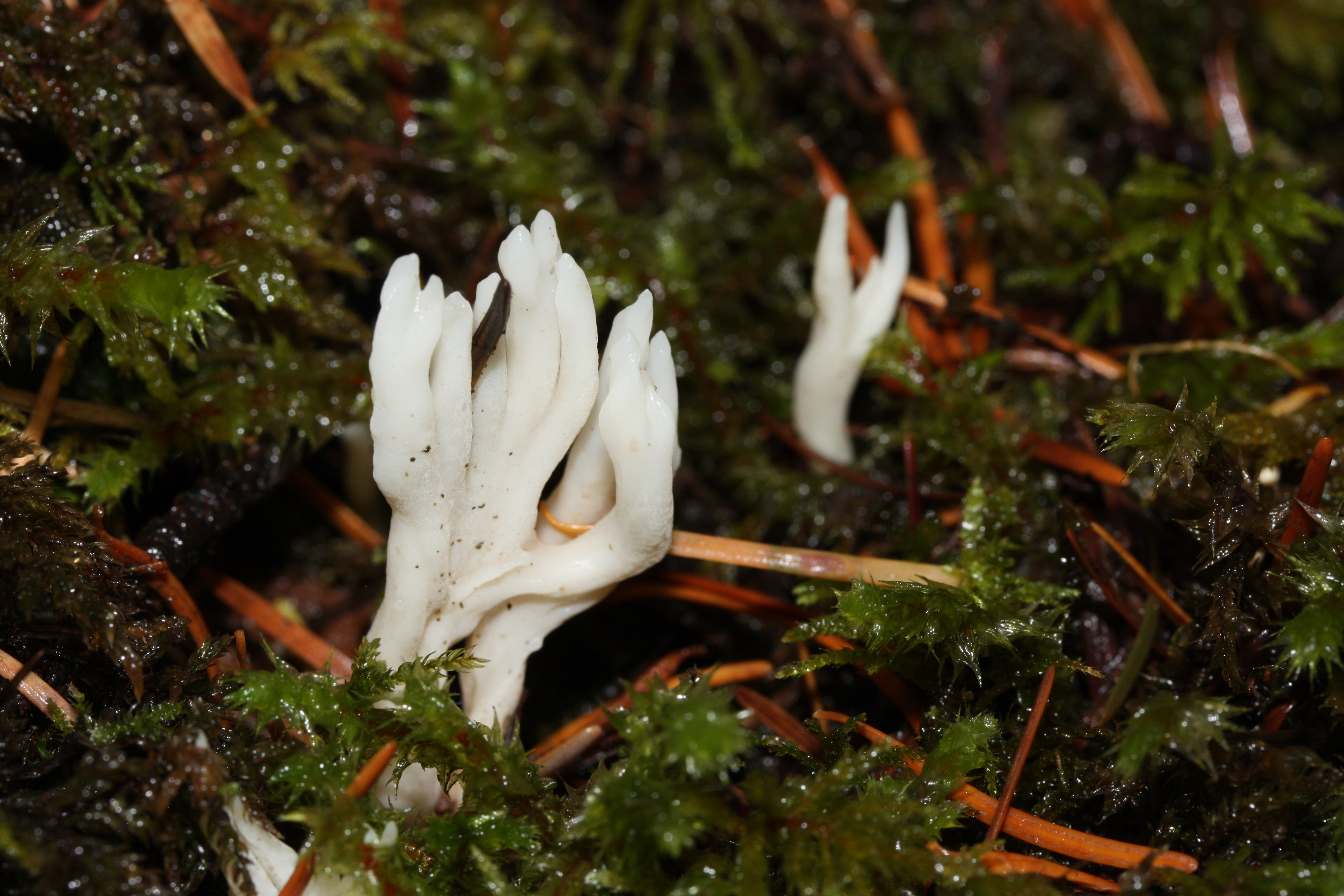
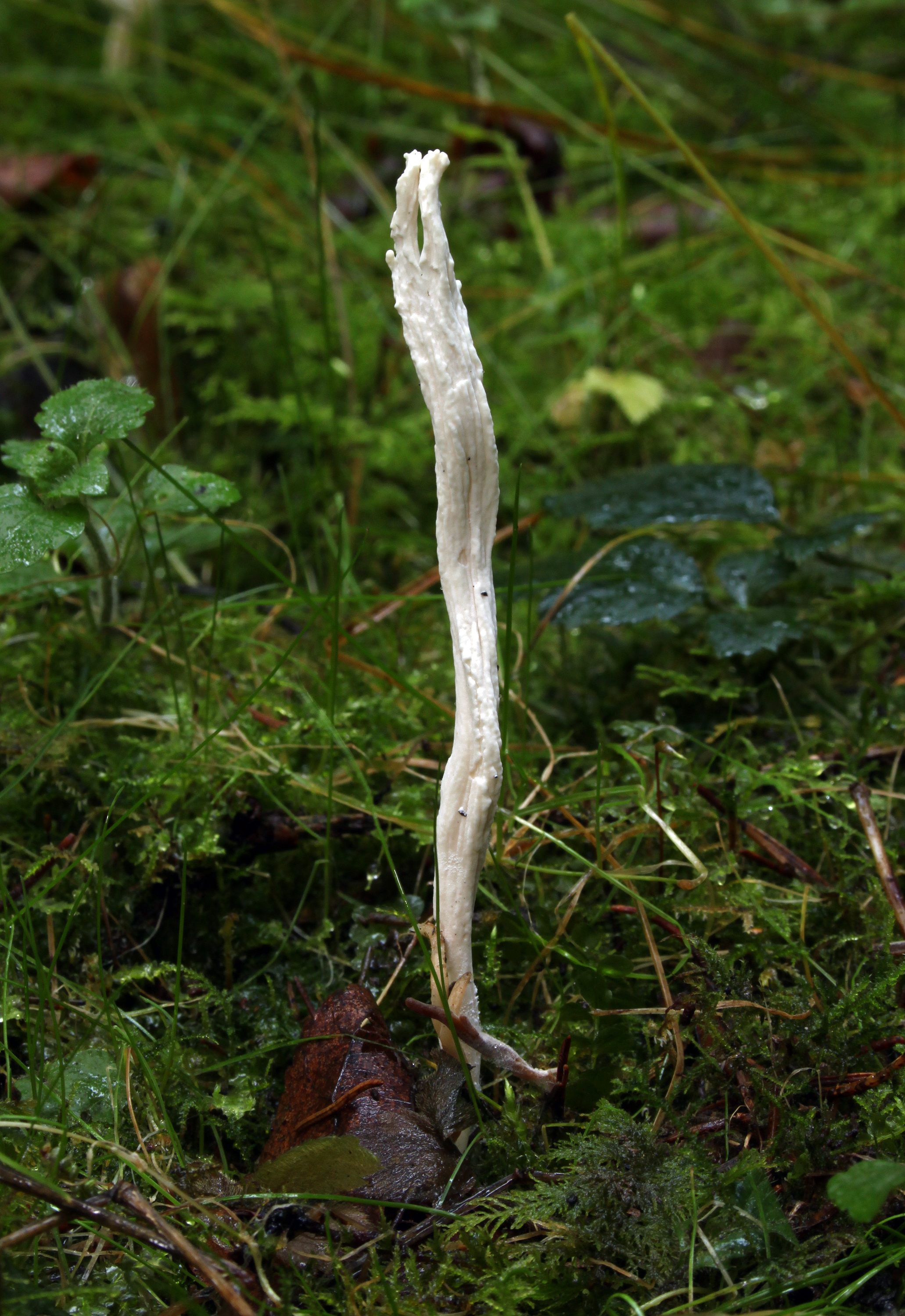
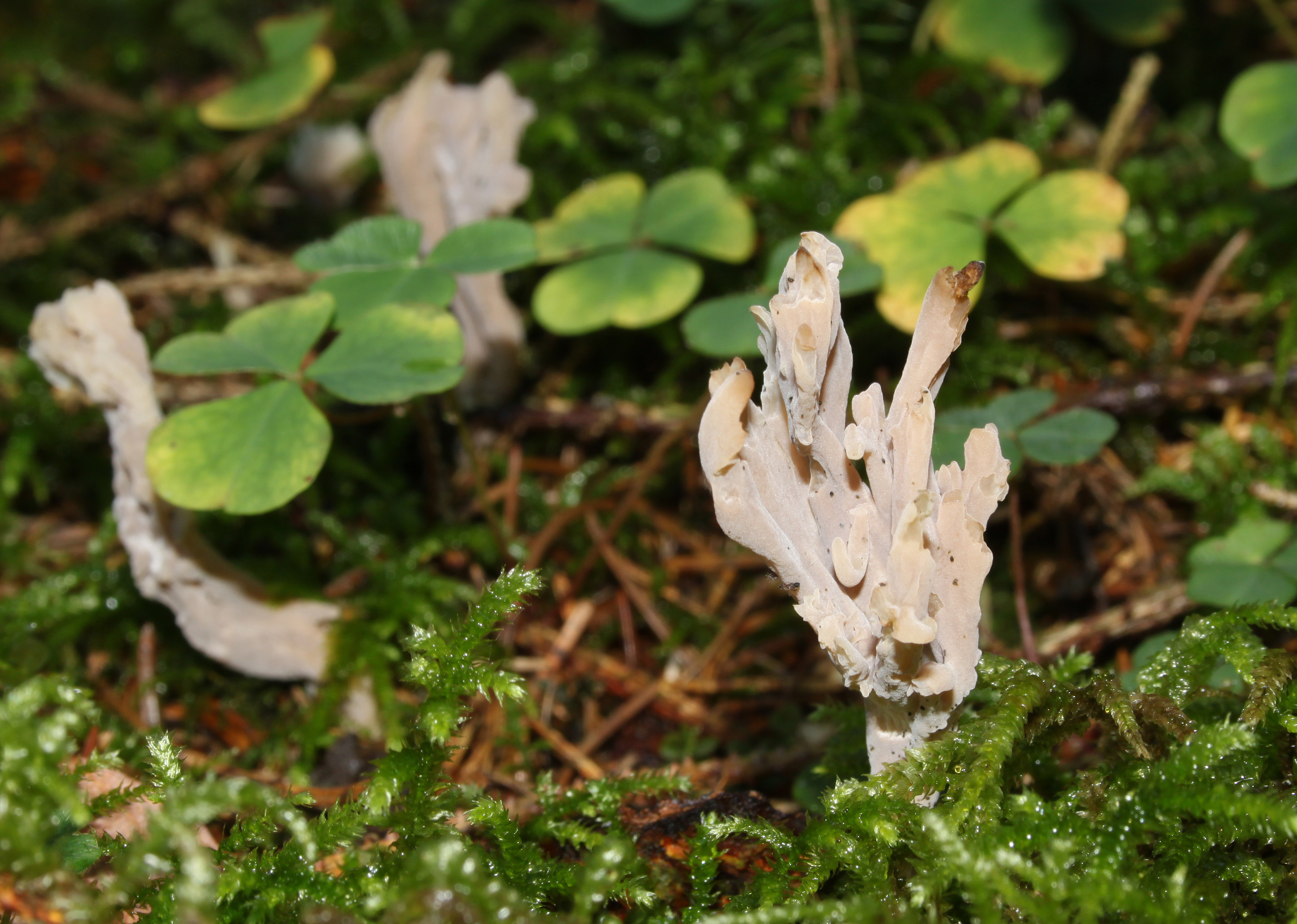
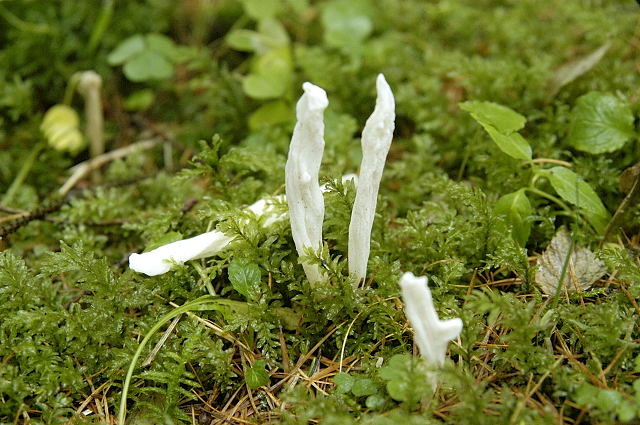
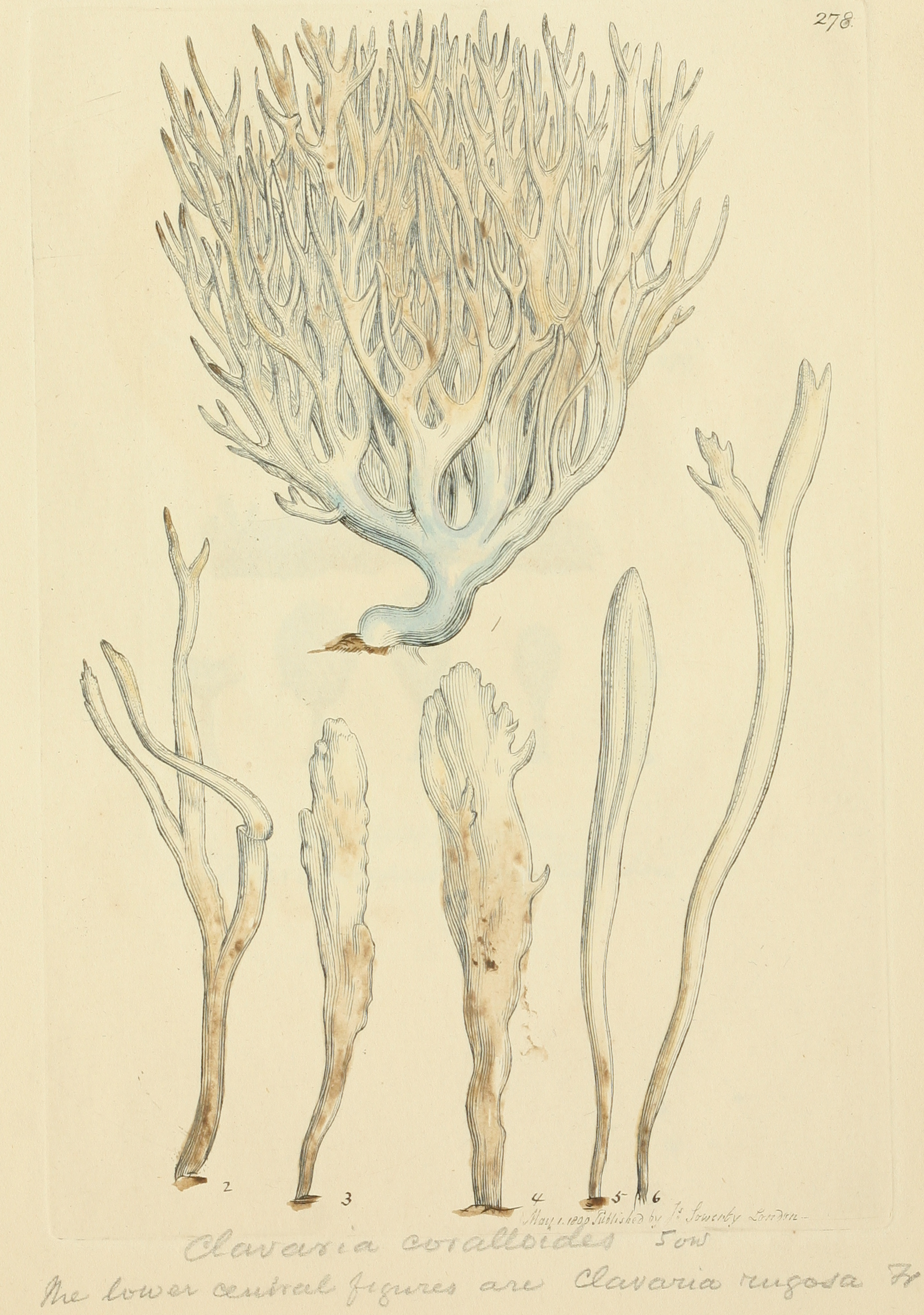
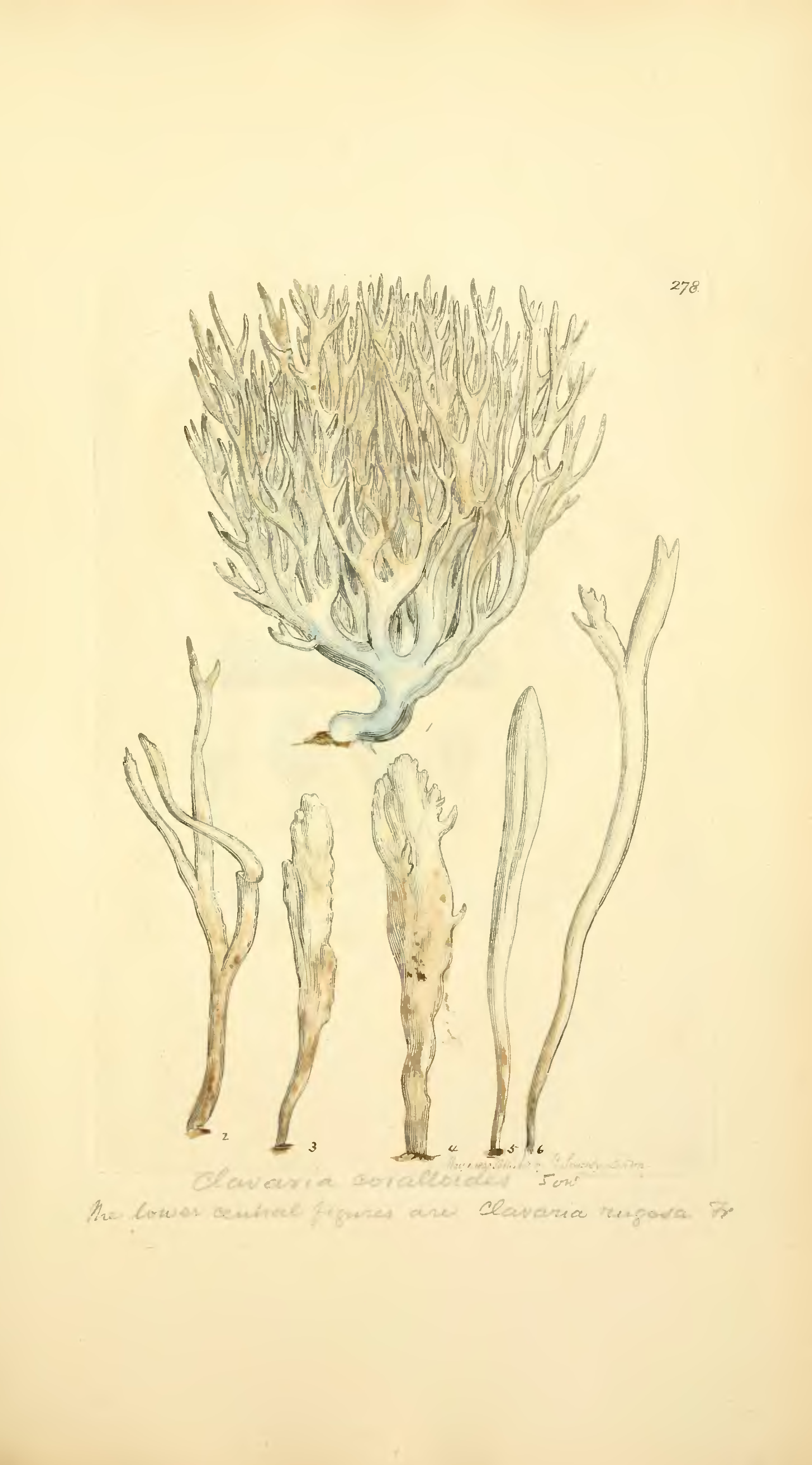